# Out Out to Lunch
Out Out to Lunch – album yassowej grupy Mazzoll & Arhythmic Perfection z 1996 roku. Według informacji na płycie, "wszystkie kompozycje nagrano według idei Arhythmic Perfection i partytur Mazzolla bezpośrednio na taśmę cyfrową bez dogrywek i powtórek".

## Lista utworów
Opracowano na podstawie materiału źródłowego:
1. "Boskie Przeświadczenie"
2. "Pierścionek Geodety"
3. "Ślinka W Kącikach Ust"
4. "Języki Ognia"
5. "I Tak Gdy Spojrzeliśmy"
6. "Słodycz Beznadziejnych Dni"
7. "Serdeczne Męki"
8. "Boliwijski Gniot (Rzecz O Odnalezieniu Boskiego Oblicza)"
9. "Smutna Kozica Górska" (Wg Utworu "Miłość Nie Zna Granic" Grupy M&AP)
10. "Obudździe Się!!!"

## Twórcy
- Mazzoll – klarnet, klarnet basowy, dyrygent
- Janusz Zdunek – trąbka
- Sławomir Janicki – kontrabas
- Jacek Majewski –  instrumenty perkusyjne
- Tomasz Gwinciński – perkusja